# Blida (província)
Blida (em árabe: ولاية البليدة) é uma província (vilaiete) da Argélia. Sua capital é a cidade Blida. O Parque Nacional de Chréa está situado aqui.

## Divisões administrativas
A província está dividida em dez distritos, que por sua vez são divididos por vinte e cinco municípios.
Os distritos são:
1. Blida
2. Boufarik
3. Bougara
4. Bouïnian
5. El Affroun
6. Larbaâ
7. Meftah
8. Mouzaïa
9. Oued El Alleug
10. Ouled Yaïch

Os municípios são:
1. Aïn Romana
2. Ben Khéllil
3. Blida
4. Bouarfa
5. Boufarik
6. Bougara
7. Bouïnian
8. Béni Mered
9. Béni Tamou
10. Chiffa
11. Chréa
12. Chébli
13. Djebabra (Djebara)
14. El Affroun
15. Guerrouaou
16. Hammam Melouane
17. Larbaâ
18. Meftah
19. Mouzaïa
20. Oued Djer
21. Oued El Alleug
22. Ouled Selama
23. Ouled Yaïch
24. Souhane
25. Soumaâ

## Características naturais
Esta província tem uma das poucas áreas de habitat na Argélia que suporta uma subpopulação da macaca sylvanus (macaco-de-gibraltar).